# Laura Engelmann
Laura Engelmann (născută pe 5 noiembrie 2000 în Nordhausen)este o model germană, playmate și ofițer de poliție de origine italiană.

## Carieră
Laura Engelmann a fost influențată de peisajul locului său natal. După ce a absolvit liceul în 2019, a început să facă modelling pentru prima dată și a fost descoperită de MGM Model Group. Între timp, a început antrenamentul pentru a deveni ofițer de poliție, pe care Engelmann l-a finalizat cu succes în mai 2024. În timpul antrenamentului, a realizat o ședință foto pentru Playboy, unde a apărut în numărul din iulie. Engelmann vede imaginile de aici ca artă. Ea încearcă să aducă o contribuție importantă societății atât prin modelling, cât și ca ofițer de poliție. Este important pentru ea să arate apreciere și respect unul față de celălalt și să se apere prin naturalețe. Pentru a se concentra pe modelling, Laura Engelmann și-a luat între timp un concediu. Pe 16 ianuarie 2025 a fost publicat, printre altele, un raport despre Hamburg ca oraș de referință pentru modele. De asemenea, a participat la concursul Miss MGO Germania Centrală 2025. Două luni mai târziu, în martie 2025, Laura Engelmann a apărut într-un catalog de rochii de mireasă. Pe 7 mai 2025, a fost anunțată că a fost „Playmate of the Year 2025”.
A lucrat cu fotografi precum Markus Schindler, Matze Schindler, Markus Fischer, Boris Bethge și Luke Craft. Între timp, a existat zvonul că ar fi într-o relație cu Andreas Gabalier.